# Santo Domingo (San Luis Potosí)
Santo Domingo es una localidad del estado mexicano de San Luis Potosí y cabecera del municipio del mismo nombre. 
Como municipio colinda al norte y al oeste con el estado de Zacatecas; al este con los municipios de Catorce y Charcas; al sur con los municipios de Salinas y Villa de Ramos.
Se encuentra ubicada a 23° 19' 27" de latitud norte, 101° 44' 14" de longitud oeste y 1970 metros sobre el nivel medio del mar, por lo que pertenece a la llamada "zona altiplano” del estado.
La población de la ciudad es de 712 habitantes, de los cuales el 48% son hombres. Mientras que la población del municipio es de 11333 habitantes, de los cuales el 49% son varones.
Siendo uno de los municipios con mayor territorio en el estado (ocupa el 7% de la superficie estatal), su densidad de población es muy baja debido a las difíciles condiciones de vida ya que la precipitación anual es menor a 400 mm.
El clima predominante es seco templado.